# Slaget om Osijek
Slaget om Osijek (kroatiska: Bitka za Osijek) var en rad strider 1991–1992 mellan den kroatiska armén och den jugoslaviska armén (JNA) som ägde rum i utkanterna av staden Osijek under det kroatiska självständighetskriget. 
Sedan staden Vukovar hade fallit till JNA under Slaget om Vukovar siktade de jugoslaviska styrkorna in sig på den fjärde största staden i Kroatien, Osijek. Efter slaget vid Vukovar, där tusentals JNA-soldater hade sårats eller dödats, beslutade JNA sig för att ändra taktik och inte använda sig av frontalangrepp, som man hade gjort i Vukovar. De kroatiska styrkorna hade på grund av de utdragna striderna i Vukovar fått tid på sig att förbereda sitt försvar och var till skillnad från de styrkor de hade haft i Vukovar väl utrustade. När striderna började försökte JNA:s infanteri att inringa Osijek för att på så sätt svälta ut staden, men de kroatiska styrkorna slog tillbaka anfallen på flankerna. Särskilt hårda var striderna i byn Tenja söder om Osijek. 
JNA:s general Mladen Bratić ville som i Vukovar gå till frontalangrepp och använda JNA:s flygvapen och artilleri för att slå ut försvaret, men de oroade sig för de internationella och inhemska reaktioner som skulle följa vid försök att förstöra Osijek som fallet hade varit vid striderna om Vukovar. Därför beslutade JNA:s högsta ledning att avslå general Bratićs begäran. Så småningom, då de serbiska angreppen slogs tillbaka med ett eskalerat användande av våld, inledde JNA ett anfall med avsikt att gå in i staden, men det var för sent. De kroatiska styrkorna hade fått förstärkningar och slog tillbaka anfallet och anföll själva JNA:s linjer. Anfallet skapade panik och JNA:s linjer bröts, även om det bara var för en kortare tid. Den 12 januari fick Bratić ett meddelande från Belgrad där han beordrades att avbryta attackerna och dra sig tillbaka för att sätta upp en ny försvarslinje.
Segern hade enorm effekt i Kroatien och höjde moralen hos de kroatiska styrkorna. De hade slagit tillbaka JNA:s anfall och dessutom brutit igenom deras linjer. Segern var den första för Kroatien i kriget.